# はまゆり (列車)
はまゆりは、東日本旅客鉄道が盛岡駅 - 釜石駅間を東北本線・釜石線経由で運転する快速列車である。

## 概要
雑多な系統が存在した東北地方の急行列車が国鉄末期に「陸中」に整理され、それが快速列車に格下げされたものである。その名残として東日本大震災以前は上り1本のみ宮古発だった。
急行時代のアコモ改善策として回転リクライニングシートのキハ110形・111形・112形0番台が導入され、快速格下げ後もそのまま使用されている。ただし快速化後、のちにセミクロスシートの車両との混結となった。

## 運行概況
朝から夕方にかけて1日3往復、盛岡 - 釜石間で運転されている。
かつて3・4号であった1往復は、2023年3月18日のダイヤ改正で53・54号となり、東北本線内が各駅停車に変更された。

### 停車駅
東北本線盛岡駅側より記載。釜石行きが奇数号（1・53・5号）、盛岡行きが偶数号（2・54・6号）となる。
盛岡駅 - （※） - 矢幅駅 - （※） - 花巻駅 - 新花巻駅 - 土沢駅 - 宮守駅 -（鱒沢駅）- 遠野駅 -（岩手上郷駅）- 松倉駅 - 小佐野駅 - 釜石駅
- 53・54号は東北本線内（※：盛岡 - 花巻間）各駅停車。詳細は「東北本線#駅一覧」を参照。
- 鱒沢駅には5・6号のみ停車。
- 岩手上郷駅には53・6号のみ停車。

## 使用車両
盛岡車両センター所属のキハ110系気動車を使用している。
自由席は1・2号車、指定席は3号車。
- 基本的に3号車と2号車は0番台（リクライニングシート車）。1号車にも0番台が入ることもある。まれに2号車が0番台、3号車が100番台ということがあるが、この場合は全車自由席として運転される（指定券の発売も中止される）。
- 繁忙期は4両（自由席1・2号車、指定席3・4号車）で運転。この場合、1号車は100番台、3・4号車は0番台となる（2号車は0番台・100番台のどちらかが使用される）。

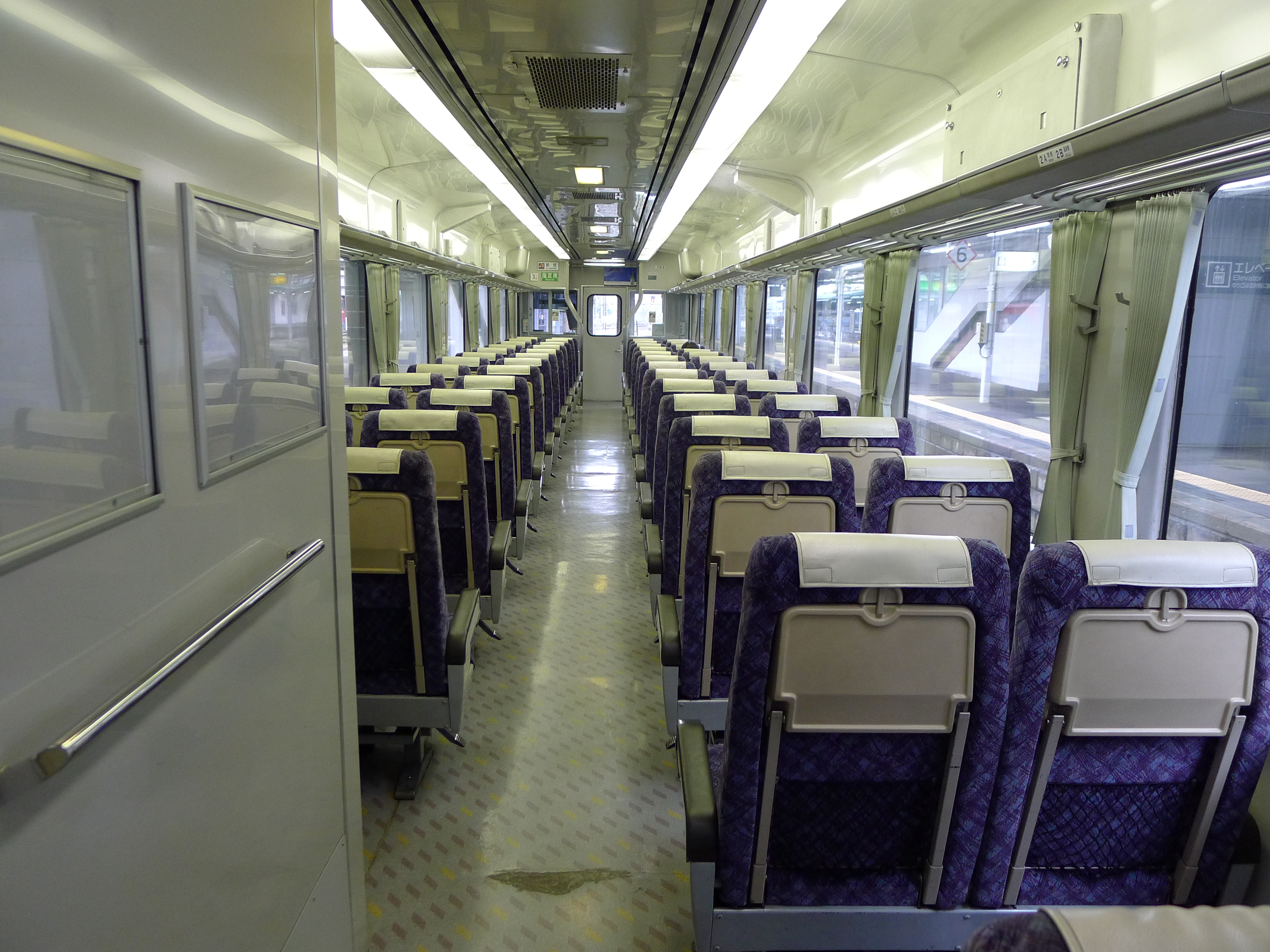
車内
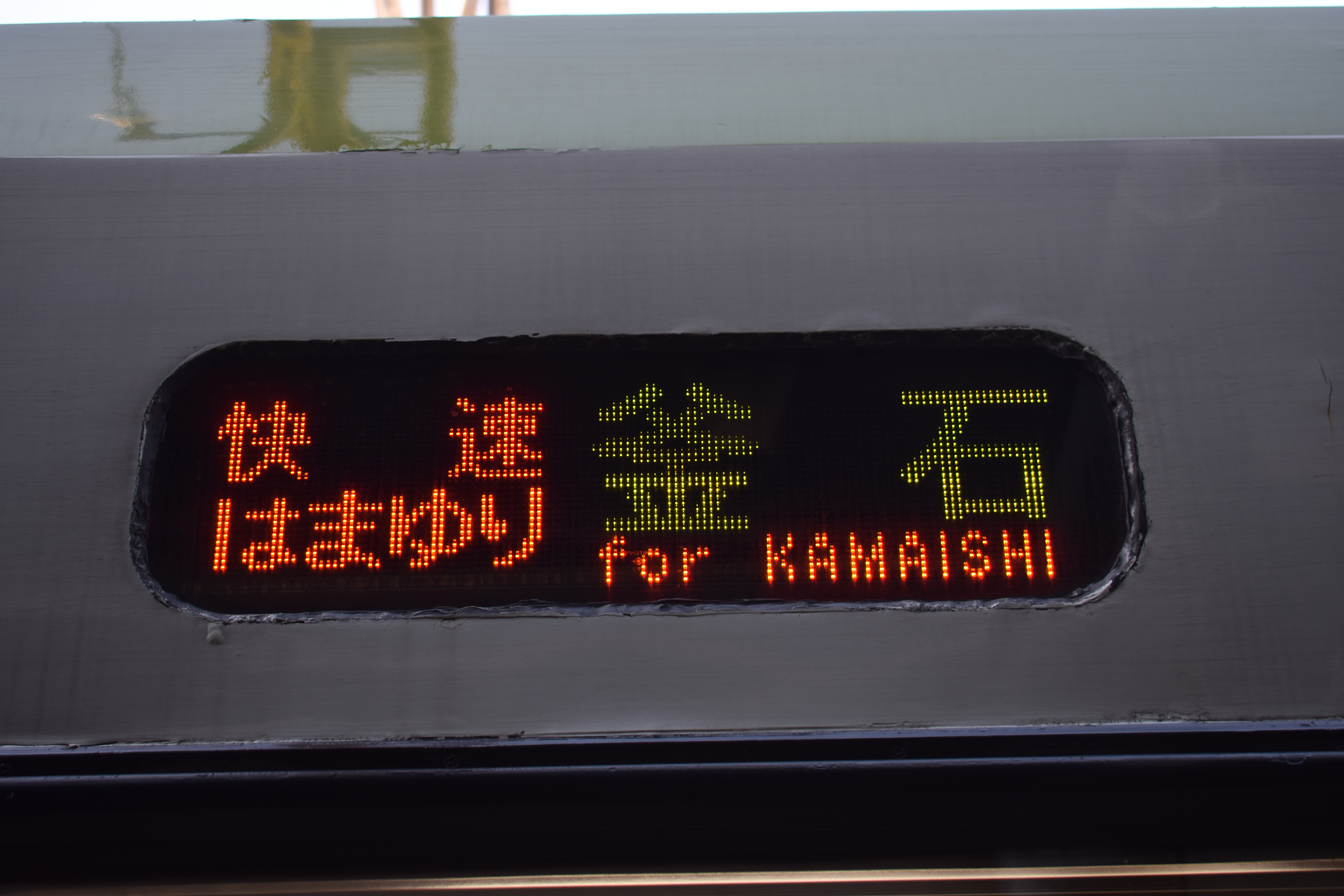
側面行先表示

## 釜石線優等列車沿革
- 1959年（昭和34年）7月1日：盛岡駅 - 釜石駅間を運転する準急列車「はやちね」が3両で運転開始[1]。
- 1961年（昭和36年）：12月26日上野駅 - 宮古駅間を運転する急行列車「陸中」が運転開始（常磐線）経由。1等車連結。ただし、花巻駅より準急列車に格下げ。
- 1965年（昭和40年）：盛岡駅発着で東北本線・釜石線・山田線経由で運転する循環準急列車「五葉」・「そとやま」と仙台駅 - 弘前駅間を東北本線・釜石線・山田線・花輪線経由で運転する準急列車「さんりく」が運転開始。
  - なお、「五葉」・「そとやま」については、通り順でいわゆる外回り・内回りで運転された。
    - 盛岡駅→宮古駅→釜石駅→遠野駅→花巻駅→盛岡駅（外回り）「そとやま」
    - 盛岡駅→花巻駅→遠野駅→釜石駅→宮古駅→盛岡駅（内回り）「五葉」
- 1966年（昭和41年）
  - 3月：準急列車廃止に伴い、「はやちね」・「五葉」・「そとやま」・「さんりく」が急行列車に昇格。
  - 10月：「さんりく」の系統を宮古駅で分割し、仙台駅 - 宮古駅間を「陸中」、宮古駅 - 弘前駅を「よねしろ」とする。また、「陸中」の上野駅発着を終了。1968年10月改正時の急行陸中と関連列車の路線図　実線は陸中と併結の区間、破線は併結ではない区間

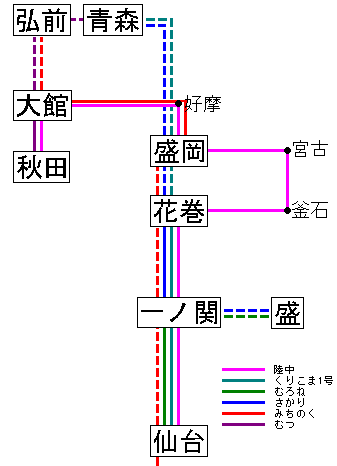
1968年10月改正時の急行陸中と関連列車の路線図　実線は陸中と併結の区間、破線は併結ではない区間

- 1968年（昭和43年）10月1日：この日にダイヤ改正（ヨンサントオ）が行われた際、急行「陸中」は仙台駅 - 秋田駅間を釜石線・山田線・花輪線を経由し、13時間半かけて走るという遠回り列車（最短経路の北上線経由で同区間を結んだ急行「きたかみ」だと、仙台駅 - 秋田駅間の所要時間は3分の1の4時間半だった）であったが、当時の東北地区の多層建て列車の分割・併結の複雑怪奇さを象徴するような列車ともなった。
  - その概略を下り列車で示すと、仙台駅を発車した時の「陸中」は青森行きの「くりこま1号」、大船渡線の盛行きの「むろね」とまず併結して運転されるが、一ノ関駅で大船渡線への「むろね」を切り離し、その代わりに同じ路線からきた「さかり」を併結、続く花巻駅で「くりこま1号」・「さかり」と分かれ、釜石線・山田線を走って盛岡駅へ向かい、盛岡駅で今度は上野駅から弘前駅まで行く「みちのく」と併結、花輪線を走って大館駅で「みちのく」と別れ、代わりに青森駅から来た「むつ」と併結して終点秋田駅に到着するといった具合である。分割・併結をする相手の列車も、その他の場所[どこ?]でまた別の列車と分割・併結を行っていたため、全体像の把握は非常に難解なものとなった。

| 分割・併合駅           | 運行列車                               | 分割される列車         | 併合される列車                         |
| ---------------------- | -------------------------------------- | ---------------------- | -------------------------------------- |
| 仙台                   | 陸中、くりこま1号、むろね              | なし                   | くりこま1号（仙台発） むろね（仙台発） |
| 一ノ関                 | 陸中、くりこま1号、むろね              | むろね（盛行）         | さかり（盛発）                         |
| 一ノ関                 | 陸中、くりこま1号、さかり              | むろね（盛行）         | さかり（盛発）                         |
| 花巻                   | くりこま1号（青森行） さかり（青森行） | なし                   |                                        |
| 花巻                   | くりこま1号（青森行） さかり（青森行） | なし                   | 陸中                                   |
| （釜石線・山田線経由） |                                        |                        |                                        |
| 盛岡                   | なし                                   | みちのく（上野発）     |                                        |
| 盛岡                   | なし                                   | みちのく（上野発）     | 陸中、みちのく                         |
| 大館                   | みちのく（弘前行）                     | むつ（青森発、秋田行） |                                        |
| 大館                   | みちのく（弘前行）                     | むつ（青森発、秋田行） | 陸中、むつ                             |
| 秋田                   |                                        |                        |                                        |

- 1970年（昭和45年）：仙台駅 - 釜石駅の急行列車として「さんりく」が運転開始。
- 1972年（昭和47年）：急行「さんりく」が廃止。
- 1978年（昭和53年）10月2日：釜石線・山田線急行の停車駅の状況（列車によって停車駅は異なる）
  - 盛岡駅 - 日詰駅 - 石鳥谷駅 - 花巻駅 - 土沢駅 - 宮守駅 - 遠野駅 - 岩手上郷駅 - 上有住駅 - 陸中大橋駅 - 小佐野駅 - 釜石駅 - 鵜住居駅 - 大槌駅 - 陸中山田駅 - 宮古駅 - 茂市駅 - 陸中川井駅 - 盛岡駅
- 1982年（昭和57年）11月15日：東北新幹線開業に伴い、以下のとおり系統整理を行う。
  - 急行「五葉」・「そとやま」は廃止。なお、「そとやま」については、名称を残し盛岡駅 - 宮古駅間を運転する山田線快速の名称となる（1988年3月13日に「リアス」に名称変更）。
  - 急行「陸中」は北上駅発着となる。
  - 急行「よねしろ」の盛岡駅 - 宮古駅間を廃止。
- 1985年（昭和60年）3月14日：急行「陸中」盛岡駅発着となる。また、新花巻駅にも停車。
- 1986年（昭和61年）11月1日：急行「はやちね」廃止[2]。
- 1989年（平成元年）：「ロマン銀河鉄道SL'89」運転。遠野青年会議所の企画で、花巻駅 - 遠野駅間の団体列車扱い。

- 1990年（平成2年）：

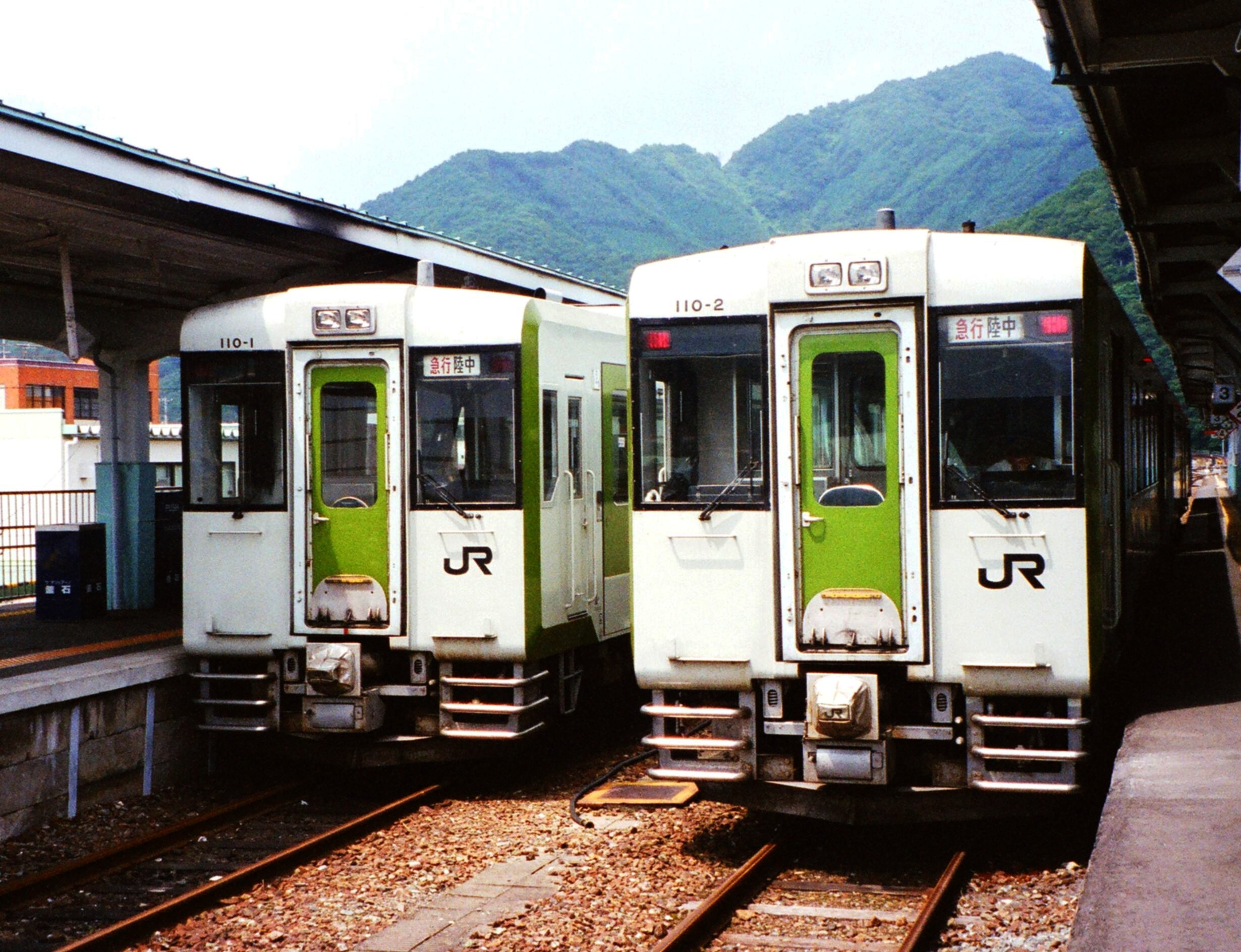
釜石駅に停車するキハ110系の急行「陸中」（1999年撮影）

  - 「ロマン銀河鉄道SL'90」運転。花巻駅 - 釜石駅間。上り列車の陸中大橋駅 - 足ヶ瀬駅間はのDE10形ディーゼル機関車重連が前補機となり、そのあとにD51形がぶら下がる形で運転された。
  - 3月10日：急行「陸中」3往復のうち、2往復にキハ110系を投入。
  - 11月14日：12時22分ごろ、釜石線土沢駅構内で盛岡発釜石行き急行「陸中3号」（キハ110系気動車3両編成）が、盛岡客車区（現・盛岡車両センター）での給油忘れによる燃料切れで約2時間半の立ち往生。駅員がガソリンスタンドに手配したドラム缶と手動ポンプで給油。負傷者なし。
- 1991年（平成3年）：
  - 「陸中」の運転終了後に花巻駅 - 釜石駅間で急行「銀河ドリーム号」運転開始。
  - 3月16日：急行「陸中」全列車がキハ110系での運転になる。
- 1992年（平成4年）：急行「銀河ドリーム号」の運転終了。
- 1995年（平成7年）12月1日：「陸中5号」の釜石駅 - 宮古駅間を普通列車に格下げ。
- 1998年（平成10年）：土沢駅に「陸中」全列車が停車（JR東日本ホテルチェーン「フォルクローロいわて東和」が駅の近くにオープンしたため）。
- 2001年（平成13年）12月1日：急行「陸中5号」（釜石・宮古行き）を格下げし、快速「はまゆり」運転開始（鱒沢駅に停車）。同時に「陸中」「はまゆり」の3号車が指定席となり、全車禁煙となる（これまでは2号車が喫煙車であった）。
- 2002年（平成14年）12月1日：急行「陸中」を廃止し、すべて快速「はまゆり」とする[3]。
- 2004年（平成16年）11月：臨時急行「陸中」が運転され宮古駅 - 仙台駅間をリバイバル運転。
- 2005年（平成17年）12月10日：快速「はまゆり2号」が足ケ瀬駅・平倉駅・岩手上郷駅・青笹駅にも停車。
- 2009年（平成21年）3月14日：快速「はまゆり」全列車が矢幅駅に停車開始。また、快速「はまゆり2号」は時刻変更で再び足ヶ瀬駅・平倉駅・岩手上郷駅・青笹駅が通過となる。
- 2011年（平成23年）3月11日：快速「はまゆり」が東日本大震災で運休。4月7日に盛岡駅 - 釜石駅で全車自由席で運転再開。
- 2021年（令和3年）3月13日：快速「はまゆり」全列車が松倉駅停車となる[4]。
- 2023年（令和3年）3月18日：快速「はまゆり」3号と4号を53号と54号に変更、東北本線内盛岡 - 花巻間全駅停車化。